# Aspidogaster enneatus
Aspidogaster enneatus är en plattmaskart som beskrevs av Eckmann 1932. Aspidogaster enneatus ingår i släktet Aspidogaster och familjen Aspidogastridae. Inga underarter finns listade i Catalogue of Life.